# 마리옹 테노
마리옹 테노(프랑스어: Marion Thénault, 2000년 4월 9일~)는 캐나다의 프리스타일 스키 선수로 주 종목은 에어리얼이다. 2022년 동계 올림픽 에어리얼 혼성 단체전 종목에서 동메달을 획득했다.